# Аннинське (Псковська область)
Аннинське (рос. Аннинское) — присілок в Себезькому районі Псковської області Російської Федерації.
Населення становить 9 осіб. Входить до складу муніципального утворення Себезьке муніципальне утворення.

## Історія
Від 2015 року входить до складу муніципального утворення Себезьке муніципальне утворення.

## Населення
| 1884 | 2001 | 2002 | 2010 |
| ---- | ---- | ---- | ---- |
| 3209 | ↘24  | ↘21  | ↘9   |